# آروی ام‌تی‌ای سیسمیک ۱
آروی ام‌تی‌ای سیسمیک ۱ (به انگلیسی: RV MTA Sismik 1) یک کشتی است که طول آن ۵۶٫۴۵ متر (۱۸۵ فوت ۲ اینچ) می‌باشد. این کشتی در سال ۱۹۴۲ ساخته شد.